# Johan Berendt Wachsmuth
Johan Berendt Wachsmuth, död före juli 1717, var en svensk silversmed.
Wachsmuth blev troligen mästare i Stockholm 1704 och har efterlämnat ett flertal silverarbeten som är tillverkade perioden 1704–1710. Hans silverkorpus kännetecknas av drivna figurdekorationer efter utländska förlagor. Han tillverkade några dryckeskannor 1706 som har en originell dekoration på lockplattorna som återger Karl XII i slaget vid Narva, troligen utförda efter Romeyn de Hooghes kopparstick. Efter att han avlidit erhöll hans änka fattigunderstöd. 